# Laurentino Cortizo
Laurentino Cortizo Cohen (ur. 30 stycznia 1953 w Panamie) – panamski polityk, od 1 lipca 2019 do 30 czerwca 2024 prezydent Panamy. 
Członek Demokratycznej Partii Rewolucyjnej, w latach 2004–2006 minister rolnictwa.

## Życiorys
Urodził się w Panamie jako syn Laurentino i Estery Cohen. Od 1994 do 2004 był posłem do Zgromadzenia Ustawodawczego. Później został ministrem rolnictwa w rządzie prezydenta Martína Torrijosa.
5 maja 2019 wygrał wybory prezydenckie, uzyskując 655 302 głosów (33.35% poparcia), nieznacznie pokonując kandydata centroprawicy, Rómulo Roux, który zdobył 609 003 głosów (31.00%). Urząd prezydenta objął 1 lipca 2019. 30 czerwca 2024 zakończył urzędowanie.